# Vincastro
Il vincastro è un ramo di salice da vimini (salix viminalis) utilizzato principalmente dal pastore per guidare il gregge, ma anche per allontanare dalle pecore animali come cani randagi o lupi. Il salice da vimini è detto anche vinco, da cui vincastro per l'aggiunta del suffisso peggiorativo -astro. In senso esteso vincastro è sinonimo di bastone.
Talvolta può essere di legno di olivo, ma è meno utilizzato a causa del maggior peso e minore praticità d'uso.

## Caratteristiche
Un tipo di vincastro è quello lungo all'incirca come la persona che lo possiede; viene impugnato circa a due terzi della sua altezza in modo da essere comodo per sostenere parte del peso durante il cammino e reca sulla sommità superiore una sorta di ricciolo ricurvo tipicamente utilizzato per portare alcuni piccoli sacchi per il viaggio. La forma ricurva del vincastro (che nel pastorale episcopale diviene un ricciolo) deriva anche dall'uso specifico, che lo distingueva dal semplice "bastone" del pastore, per catturare, fermare o guidare con più decisione pecore, capre e i loro nati, "agganciandoli" e trattenendoli, per il collo o le zampe.

## Nel cristianesimo

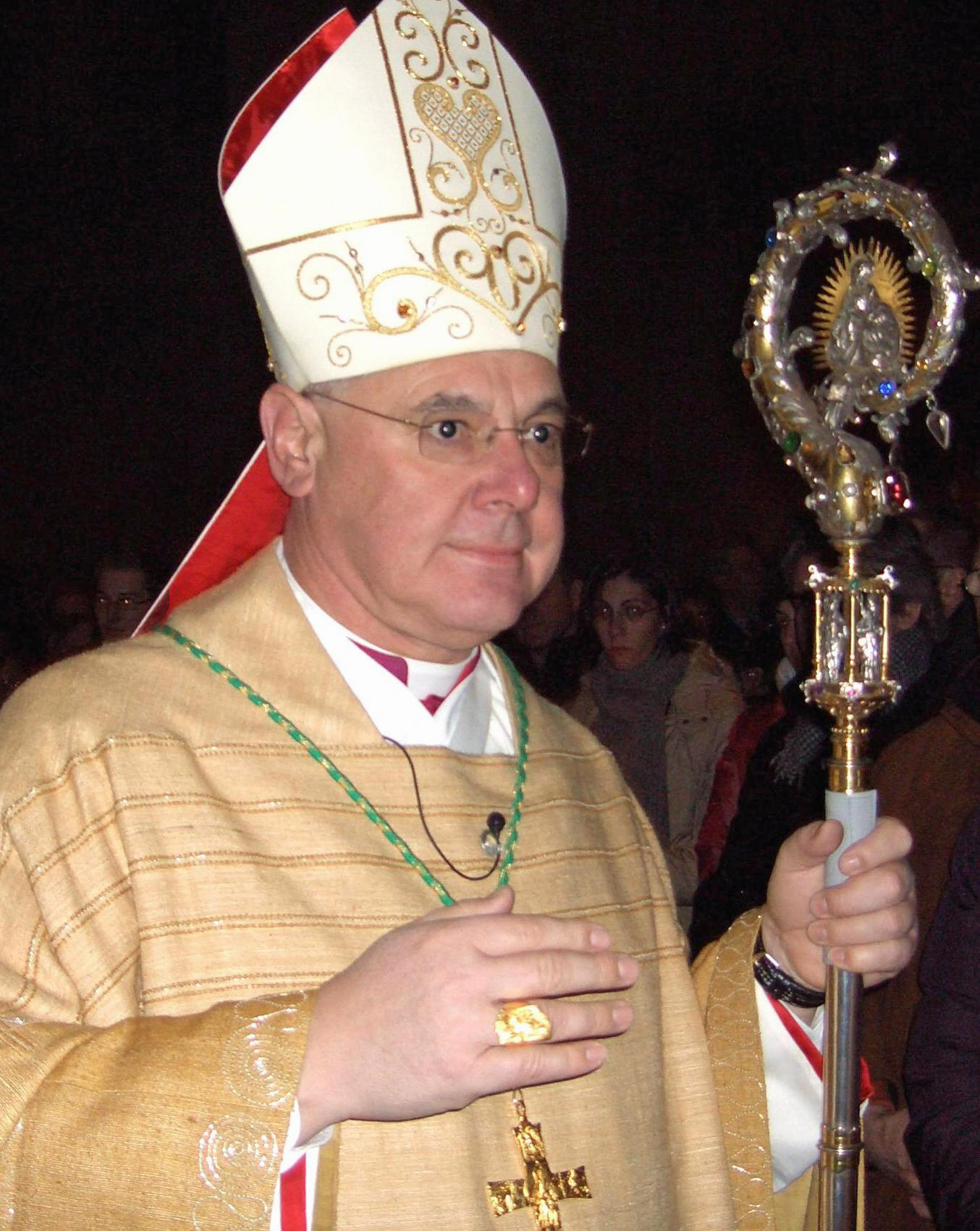
Vescovo cattolico con pastorale

Il vincastro è stato assunto dal cristianesimo come simbolo di guida spirituale del popolo di Dio nella metafora del pastore e del gregge. Tra le insegne dei capi religiosi della comunità, quali il papa e i vescovi, c'è un bastone detto pastorale, che si rifà appunto al vincastro, solitamente realizzato con materiali preziosi.
Il pastorale è simbolo di strumento di guida ma anche di protezione, perché con esso il pastore difende il gregge dai predatori quali lupi o cani randagi.

### Citazioni
Nella Bibbia il vincastro è citato nel Salmo 23, o Salmo del buon pastore, in cui il vincastro è citato come strumento di protezione che dà sicurezza al gregge.
[...] 
 Il tuo bastone e il tuo vincastro mi danno sicurezza.»
(Salmo 23)
Il vincastro è citato anche da Dante nella Divina Commedia nel canto XXIV dell'Inferno nell'ambito di una metafora a carattere bucolico. Dante descrive il cambiamento di umore del maestro Virgilio, paragonandolo a un pastorello che deve portare fuori il gregge in una fredda mattina d'inverno: in un primo momento si dispera, ma poi si rinfranca ed esce comunque con le pecore.
biancheggiar tutta; ond’ei si batte l’anca, 
 ritorna in casa, e qua e là si lagna, 

come ’l tapin che non sa che si faccia; 
 poi riede, e la speranza ringavagna, 

veggendo ’l mondo aver cangiata faccia 
 in poco d’ora, e prende suo vincastro, 

e fuor le pecorelle a pascer caccia. 
 Così mi fece sbigottir lo mastro 

quand’io li vidi sì turbar la fronte, 
 [...]»
(Inferno, Canto XXIV)